# Jader Fornari
Jader Fornari (Caçador, 31 gennaio 1983) è un giocatore di calcio a 5 brasiliano.

## Palmarès

### Competizioni nazionali
- Coppa Italia: 1
Lazio: 2010-11
- Campionato di Serie A2: 1
Vesevo: 2008-09 (girone B)
- Coppa Italia di Serie A2: 1
Fortitudo Pomezia: 2021-22

### Individuale
- Capocannoniere della Serie A: 1
  - 2017-18 (27 gol)
- Capocannoniere della Coppa Italia di Serie A2: 1
  - 2021-22 (9 gol)